# Домброва (Опатовський повіт)
Домброва (пол. Dąbrowa) — село в Польщі, у гміні Тарлув Опатовського повіту Свентокшиського воєводства.
У 1975-1998 роках село належало до Тарнобжезького воєводства.